# Anders Wilander
Lars Anders Einar Wilander, född 28 januari 1955 i Örebro Sankt Nikolai församling, är en svensk krögare, politiker (moderat) och före detta ishockeyspelare. Han var ordförande för kommunstyrelsen i Tranås kommun från 2006, då han efterträdde Hans Rocén, till 2020, då han efterträddes av Mats Holmstedt.
Anders Wilander växte upp i Torpsbruk, Alvesta kommun, Småland. Han är son till förmannen Einar Wilander och Karin, ogift Gustavsson, samt bror till tennisspelaren Mats Wilander. Sedan 1984 är han gift med Elisabeth Danielsson (född 1957).
Han spelade ishockey för HV71 åren 1973 till 1978, och var 2021–2023 ordförande i föreningen.